# Coenonympha annulonulla
Coenonympha annulonulla är en fjärilsart som beskrevs av Goodson 1960. Coenonympha annulonulla ingår i släktet Coenonympha och familjen praktfjärilar. Inga underarter finns listade i Catalogue of Life.